# 石塚隆充
石塚 隆充（いしづか たかみつ、1973年1月12日 - ）はカンタオール（フラメンコにおける唄い手）。東京都出身。尚美学園短期大学声楽科卒業。コンセルヴァトアールディプロマ科卒業。

## 略歴
東京都大田区蒲田出身。クラシック・ギタリストの父・石塚智彦と音楽好きの母の間に、4人兄弟の末っ子として生まれる。姉はピアニスト・ボーカリストの石塚まみ。高校時代にスペインのフラメンコ・ギター奏者パコ・デ・ルシアを聴いて衝撃を受ける。大学にて6年間声楽を学ぶ。声楽を学びながら、フラメンコ・ギターを瀬田彰に師事する。短大在学中の1993年より、東京外国語大学のスペイン舞踊部にてギター伴奏修行を始め、同部の仲間の奨めにより、1995年頃からカンテ（フラメンコの歌）に転向。フラメンコ・ギター奏者沖仁とは同部で知り合っている。同時期に設立された、関東学生フラメンコ連盟（後に、全国学生フラメンコ連盟）にも加盟。
独学後の1997年、日本フラメンコ協会主催「新人公演」カンテ部門にて奨励賞（最高賞）を受賞。翌1998年、ディプロマ科卒業と同時に、スペインに渡る。スペインではヘレス・デ・ラ・フロンテーラのサンティアゴ地区に滞在し、現地のジプシー達に学ぶ。バルセロナのタブラオに外国人の歌い手として初めて出演するなどスペインでも活躍する。2006年より日本に活動の拠点を移し、ソロ活動を中心に活動している。2010年10月からは、アテネ・ミュージック＆アーツにてカンテ・フラメンコ講座の講師として教授活動も始めている。
2009年には初のソロアルバム『Reliquia（レリキア）』（聖なる宝物）をTONETONE RECORDSから発売。沖仁とのユニット「Taka y Jin」として2枚のアルバム、『Banco de Santiago』（2001年）と『Desde Tokyo』（2006年）を発売。
2011年12月にはスペインの三都市（ヘレス・デ・ラ・フロンテーラ、マドリード、サンルカール）をまわるカンテのリサイタル・ツアーを行う。ツアー中に国営放送ラジオや現地テレビに出演するなど、現地メディアなど からの注目を集めた。
2012年10-11月にも、カンテのリサイタル・ツアーを行い、スペインの三都市（マラガ、グラナダ、セビージャ）をまわる。ツアー中に現地テレビに出演するなど、前年に引き続き現地メディアなど からの注目を集めた。
2013年フラメンコ情報誌「パセオフラメンコ」4月号より 「石塚隆充／一歩ずつ（paso a paso）」と題した連載を開始 。
2013年5月15日にセカンドアルバム『Revolución（レボルシオン）』をTONETONE RECORDSから発売。
2016年にサードアルバム『REVERSO（レベルソ）』をATHENAE Musis&Arts / COREPORTから発売。